# Ishikawa Ichirō

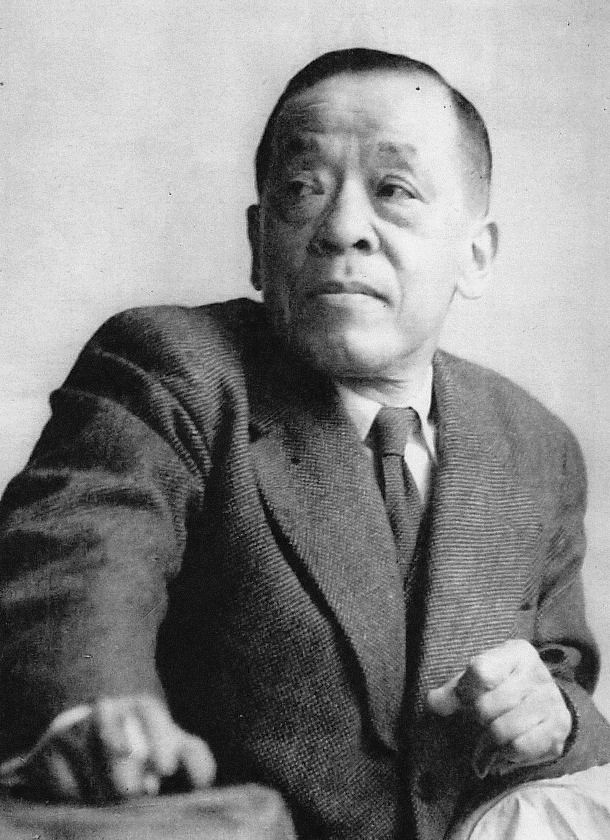
Ishikawa Ichirō

Ishikawa Ichirō  (japanisch 石川 一郎; geboren 5. November 1885 in Tokio; gestorben 20. Januar 1970 daselbst) war ein japanischer Manager und Wirtschaftsfachmann.

## Leben und Wirken
Ishikawa Ichirō machte 1909 seinen Abschluss an der Universität Tokio im Fach Angewandte Chemie der Fakultät für Ingenieurwissenschaften. Nachdem er ab 1911 eine Zeitlang als Assistenzprofessor an der Hitotsubashi-Universität gearbeitet hatte, wurde er 1915 Manager eines von seinem Vater geführten Chemieunternehmens „Kantō Susan“ (関東酸曹; später „Nihon kagaku kōgy“ – 日産化学工業). Er leitete in den ersten Jahren der Shōwa-Zeit verschiedene Unternehmen der chemischen Industrie, darunter das Düngemittelunternehmen „Dainippon Jinzōhiryō“ (大日本人造肥料). Ab 1941 leitete er das Chemieunternehmen „Nissan kagaku-sha“(日産化学社) und war ab 1942 Vorsitzender des „Kontrollausschusses der chemischen Industrie“ (化学工業統制会, Kagaku kōgyō tōseikai).
Nach dem Zweiten Weltkrieg arbeitete Ishikawa an dem Aufbau von Wirtschaftsverbänden und wurde 1948 der erste Vorsitzende der „Business Federation“, der heutigen „Japan Business Federation“. In enger Zusammenarbeit mit Premierminister Yoshida Shigeru und Ichimada Hisato, dem Präsidenten der Bank of Japan, spielte er eine führende Rolle beim Wiederaufbau von Japans Wirtschaft und Industrie.
Nachdem er Ishikawa 1956 vom Vorsitz zurückgezogen hatte, wurde er 1955 erster Direktor des Nuklearforschungsinstituts (原子力研究所) und 1956 Mitglied des Nuklearausschusses (原子力委員会, Genshiryoku iinkai) und erster Direktor der „Vereinigung zur Entwicklung nukeargetriebener Schiffe“ (日本原子力船開発事業団, Nihon genshiryoku-sen kaihatsu jigyō-dan). Er blieb der Nuklearindustrie auch später als Berater verbunden.
Ishikawas Führung mit der Philosophie der „Redlichkeit“ (至誠, shisei) war wichtig für den Wiederaufbau Japans der Nachkriegszeit.